# Віртсу (селище)
Віртсу (ест. Virtsu) — селище на заході Естонії.

## Географія
Це селище належить до волості Ханіла повіту Ляенемаа. Розташоване на однойменному півострові. У селищі знаходиться порт Віртсу, з якого здійснюється поромна переправа в Куйвасту на острові Муху. Селище виникло в кінці XIX століття як населений пункт біля порту. У селищі є школа, дитячий сад, бібліотека, музеї. Раніше у Віртсу знаходився один з рибопереробних заводів колгоспу «Ляене Калур» і віднесені до цього ж колгоспу виробничі підприємства. Селище знаходиться в природоохоронній зоні Пухту-Лаелату (ест. Puhtu-Laelatu).

## Історія
У першій половині XV століття на узбережжі поблизу сучасного селища Віртс васалом місцевого єпископа  побудована невелика фортеця, яка була зруйнована в наступному столітті під час конфлікту між єпископом і бранденбурзьким маркграфом. В кінці XVIII століття тут було відбудовано нову будівлю, поруч з якою виник парк.
У районі півострова Віртс протока Суурвяйн, що відокремлює острів Муху від материка, має найменшу ширину, тому ще з часів середньовіччя через Віртс пролягав тракт, по якому здійснювалися перевезення (в тому числі поштові) з материка на острів Муху і далі на острів Сааремаа. Перевезення здійснювалися на човнах. У 1850-х роках був побудований тракт Хаапсалу-Віртс, який прискорив поштове сполучення островів з Санкт-Петербургом. У 1870-х роках через затоку був прокладений підводний телеграфний кабель. Поштове і телеграфне відділення вимагали постійного обслуговування, тому у Віртсі стало швидко рости селище. Були побудовані маяк і метеостанція. 1931 році відкрита вузькоколійна залізниця до Рапла, яка проіснувала до 1968 року.
Під час Першої світової війни води поблизу Віртсу стали ареною Моонзундської битви, селище також постраждало в ході боїв на суші. Активні бойові дії йшли тут і під час Другої світової війни коли протока Суурвяйн була форсована німецькими військами влітку 1941 року при окупації Естонії, а восени 1944 року — радянськими військами при звільненні території Естонії від німців.
У 1949 році був заснований колгосп «Віртс Калур» (ест. Virtsu kalur, «Рибак Віртс»). До 1960 року членами колгоспу були 57 осіб, з них 24 рибалки. Річний вилов досяг 2400 центнерів риби. У наступному році були закуплені перші трали і побудований перший чотириквартирний будинок. У 1967 році побудований дитячий сад на 50 місць.
До 1973 року в розпорядженні колгоспу було чотири океанських траулери типу СРТ, 10 морських тральщиків і ряд інших суден. Були побудовані рибокомбінат, холодильник, цех металообробки та інші допоміжні виробництва. Нова будівля основної школи побудована в 1973 році. У 1975 році колгоспи «Віртс Калур» і «Хаапсалу Калур» були об'єднані в один колгосп, який став називатися «Ляене Калур» (ест. Lääne kalur, «Західний рибалка»). Станом на 1979 рік у колгоспі налічувалося 1867 осіб, з них 464 рибалки. Колгосп займався також захистом рослин і садівництвом. З 1972 року у виробничих приміщеннях заводу почалося виготовлення приводних ланцюгів і їхніх елементів для траншейних екскаваторів, які виготовлялися Таллінським екскаваторним заводом. Після відновлення незалежності Естонії колгосп був перетворений в акціонерне товариство, промислове рибальство практично припинилося.
У 1996 році в селищі з'явилися два музеї: «Музей розваг» (ест. Harrastusmuuseum) і музей Ханіла (ест. Hanila muuseum). У 2002 році відкритий перший комплекс вітрових електростанцій (вітряний парк), в 2008 і 2010 роках до нього приєдналися другий і третій комплекси. У 2009 році відкрито нову будівлю порту. У 2010 році дитячий садок і школа були об'єднані в єдину установу.